# Gouldův záliv

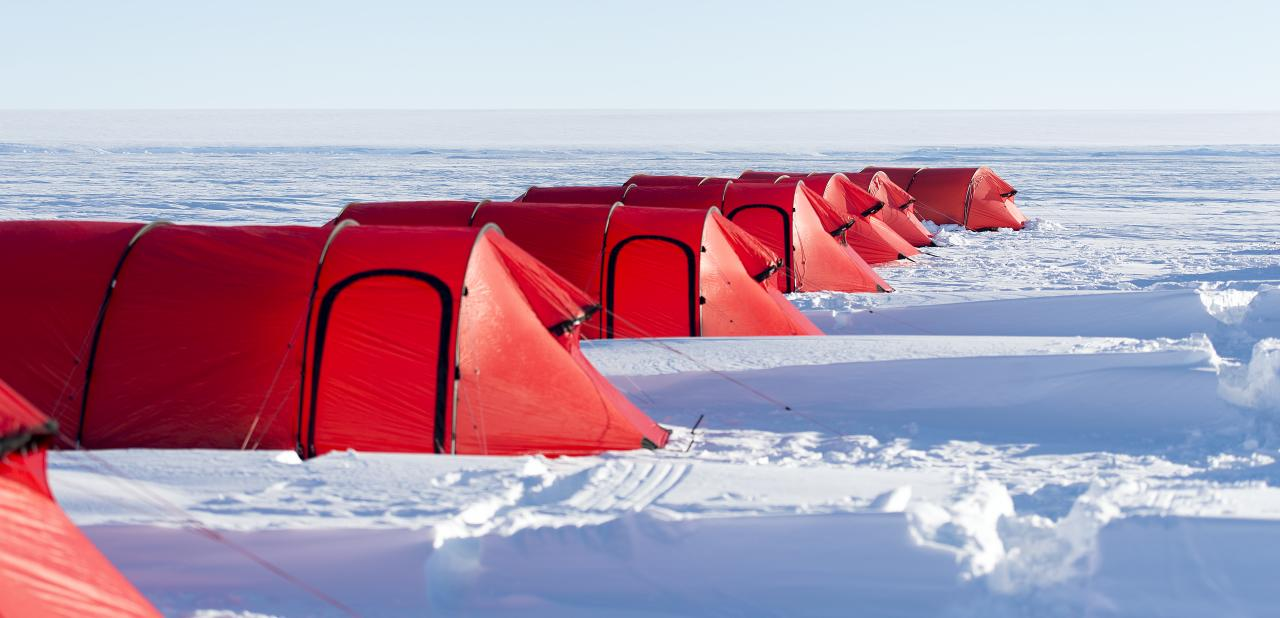
Stanová vesnice v Gouldově zálivu

Gouldův záliv (Gould Bay) je antarktická zátoka spojující břehy šelfového ledovce Filchnera-Ronneové se severovýchodním cípem Berknerova ostrova, v jižní oblasti Weddellova moře. 
Záliv objevila výzkumná antarktická expedice z let 1947–1948, vedená norským polárníkem žijícím ve Spojených státech Finnem Ronnem, který ji pojmenoval po americkém geologu a geografu Laurenci McKinleym Gouldovi, druhém důstojníku Byrdovy expedice do Antarktidy mezi roky  1928–1930.